# Daniel McMillan
Daniel „Dan“ McMillan (* 12. August 1982 in Edinburgh, Schottland) ist ein britischer Handballspieler und American-Football-Spieler.
McMillan spielte ursprünglich American Football in seiner Heimat. Nachdem der Wide Receiver 2005 seinen Master in Sportwissenschaft machte, heuerte er im selben Jahr beim Zweitligisten Lübeck Cougars an. Nach nur zwei Spielen zog Dan sich eine schwere Schulterverletzung zu. Erst 2007 kehrte er wieder in den Kader der Cougars zurück.
Im Juli 2007 schrieb der britische Handballverband aufgrund Spielermangels ein Casting für die britische Handballnationalmannschaft aus, welche als Gastgeber für die Olympischen Sommerspiele 2012 automatisch qualifiziert ist. Da American Football keine olympische Disziplin ist, er jedoch an den heimischen Spielen teilnehmen wollte, bewarb Daniel McMillan sich. Ende des Jahres wurde er als einer von 4800 Bewerbern in den Kader der Handballnationalmannschaft aufgenommen. Ab Ende 2007 bis Anfang 2009 wurde er mit seinen neuen Mannschaftskameraden an einer dänischen Handballakademie in Aarhus ausgebildet.
Anfang 2009 kooperierte der britische Verband mit dem insolventen Bundesligisten TUSEM Essen, den im Laufe der Saison viele Spieler verlassen hatten. Vom 2. Februar 2009 bis zum 30. Juni 2009 stand McMillan im Kader des Bundesligisten, wo der Linksaußenspieler den etatmäßigen Spieler Ben Schütte entlastete. In diesem Zeitraum bestritt McMillan 14 Bundesligapartien, in denen er einen Treffer erzielte. In der Saison 2011/12 gehörte er dem Kader des dänischen Vereins Odder Håndbold an.
Im Sommer 2012 gehörte McMillan zum britischen Aufgebot, welches an den Olympischen Spielen teilnahm.